# Édouard Collignon
Pour les articles homonymes, voir Collignon.
Édouard Charles Romain Collignon est un scientifique et ingénieur français (28 mars 1831 à Laval - 11 août 1913 à Paris 7e). Spécialiste des ponts ferroviaires, il est aussi connu pour la projection de Collignon.

## Carrière
Il est le fils de Charles-Étienne Collignon et de Louise Caroline Lesage.
Il entre à l'École polytechnique (X1849), d'où il passe, en 1851, à l'École des ponts et chaussées. Ingénieur des ponts et chaussées, en 1854, il remplit une mission en Belgique, en Hollande et aux îles Britanniques. De 1855 à 1857, il fait ses études pour la dérivation d'eaux de source vers Paris. De 1857 à 1862, il résida à Saint-Pétersbourg, où il s'occupe de la construction des chemins de fer russes. Il joue un rôle important dans les constructions des lignes de Saint-Pétersbourg à Varsovie et de Moscou à Nijni Novgorod.
De 1862 à 1863, il remplit le service ordinaire et le service maritime dans le département du Morbihan. À partir de 1864, il est répétiteur, puis professeur-adjoint et enfin professeur à l'École des Ponts et Chaussées, répétiteur à l'École Polytechnique. Il devient inspecteur des Ponts et chaussées en 1878.
Il est décoré de plusieurs ordres et membre de plusieurs compagnies savantes françaises et étrangères, entre autres, de l'Académie des sciences, lettres et arts de Padoue. En 1881, l'Académie des sciences de Paris a décerné à Édouard Collignon le prix Dalmont. Il est membre fondateur de l’Association française pour l’avancement des sciences. Il est Chevalier en 1868, puis Officier de la Légion d'Honneur en 1893.

## Publications
- Ponts métalliques à poutres droites continues. Développement d'une nouvelle méthode, Paris, Dunod, 1860 ;
- Essai sur la Théorie des parallèles, Saint-Pétersbourg, Quesneville, 1861 ;
- Les Chemins de fer russes, de 1857 à 1862. Études sur la Russie. Chemins de fer, travaux publics, climat, agriculture, servage, finances, etc., Paris, Dunod, 1864, 2e éd., id., id., 1868 ;
- Théorie élémentaire des poutres droites. Ponts métalliques, ponts américains, combles, id., id., 1865 ;
- Exposé de la situation de la mécanique appliquée », avec MM. Ch. Comtes et Éd. Philips, dans le Recueil de rapports sur les progrès des lettres et des sciences en France, id., Hachette, 1867 ;
- « Cours élémentaire de mécanique. Ouvrage répondant, aux programmés officiels de 1866 pour l'enseignement secondaire spécial, 1869 ;
- « Cinématique », id., id., 1868, 2e partie : « Statique», id., id., 1870; « Cours de mécanique appliquée aux constructions », 1re partie : « Résistance des matériaux, id., Dunod, 1869, 2e partie : « Hydraulique », id., id., 1870; « Traité de mécanique », 1re partie : « Cinématique », id., Hachette, 1872, 2e partie : « Statique », id., id., 1873, 3e partie : « Dynamique », id., id., 1874, 4e partie : « Dynamique », id., id., 1885 ; « Les Machines », id., id., 1873.

Édouard Collignon a collaboré à l'ouvrage Les travaux publics de la France ; Routes et ponts, Ports de mer ; Phares et balises, publié sous les auspices du Ministère des Travaux publics, Paris, Rothschild, 1876–1883. En outre, il a écrit divers mémoires dans les Annales des ponts et chaussées, dans le Recueil de l'Association française pour l'avancement des sciences, dans le Bulletin de la Société d'encouragement, dans les Nouvelles Annales de Mathématique, etc.
Il est l’auteur de cours, mémoires et traités de mathématiques, géodésie et mécanique, ainsi que d'un livre de vulgarisation scientifique: Les machines, Paris, Hachette, coll. « La Bibliothèque des merveilles », 1873 (lire en ligne).

## Sources
- Angelo De Gubernatis, Dictionnaire international des écrivains du jour, Florence, L. Niccolai